# Finale de la Coupe d'Europe des vainqueurs de coupe 1996-1997
La finale de la Coupe d'Europe des vainqueurs de coupe 1996-1997  est la 37e finale de la Coupe d'Europe des vainqueurs de coupe, organisée par l'UEFA. Ce match de football a lieu le 14 mai 1997 au Stade de Feyenoord à Rotterdam, aux Pays-Bas.
Elle oppose l’équipe espagnole du FC Barcelone aux Français du Paris Saint-Germain. Le match se termine par une victoire des Barcelonais sur le score de 1 but à 0, ce qui constitue leur quatrième sacre dans la compétition après 1979, 1982 et 1989, et leur cinquième titre européen avec leur victoire en Coupe des clubs champions en 1992.
Vainqueur de la finale, le FC Barcelone est à ce titre qualifié pour la Supercoupe d'Europe 1997 contre le Borussia Dortmund, vainqueur de la finale de la Ligue des champions.

## Parcours des finalistes
Note : dans les résultats ci-dessous, le score du finaliste est toujours donné en premier (D : domicile ; E : extérieur).
| FC Barcelone             | FC Barcelone | FC Barcelone | FC Barcelone | Tour                | Paris Saint-Germain | Paris Saint-Germain | Paris Saint-Germain | Paris Saint-Germain |
| ------------------------ | ------------ | ------------ | ------------ | ------------------- | ------------------- | ------------------- | ------------------- | ------------------- |
| Adversaire               | Total        | Aller        | Retour       |                     | Adversaire          | Total               | Aller               | Retour              |
| AEK Larnaca              | 2 - 0        | 2 - 0 (D)    | 0 - 0 (E)    | Seizièmes de finale | FC Vaduz            | 7 - 0               | 4 - 0 (E)           | 3 - 0 (D)           |
| Étoile rouge de Belgrade | 4 - 2        | 3 - 1 (D)    | 1 - 1 (E)    | Huitièmes de finale | Galatasaray SK      | 6 - 4               | 2 - 4 (E)           | 4 - 0 (D)           |
| AIK Solna                | 4 - 2        | 3 - 1 (D)    | 1 - 1 (E)    | Quarts de finale    | AEK Athènes         | 3 - 0               | 0 - 0 (D)           | 3 - 0 (E)           |
| AC Fiorentina            | 3 - 1        | 1 - 1 (D)    | 2 - 0 (E)    | Demi-finales        | Liverpool FC        | 3 - 2               | 3 - 0 (D)           | 0 - 2 (E)           |

## Finale
| 14 mai 1997 | FC Barcelone       | 1 – 0 | Paris SG | Stade de Feyenoord, Rotterdam                |                                              |
| 20h15 CEST  | Ronaldo 36e (pen.) |       |          | Spectateurs : 52 000 Arbitrage : Markus Merk | Spectateurs : 52 000 Arbitrage : Markus Merk |
| 20h15 CEST  | Rapport            |       |          | Spectateurs : 52 000 Arbitrage : Markus Merk | Spectateurs : 52 000 Arbitrage : Markus Merk |

|  |  |

| GK            | 1  | Vítor Baía         |     |     |
| RB            | 2  | Albert Ferrer      |     |     |
| CB            | 26 | Fernando Couto     | 16e |     |
| CB            | 3  | Abelardo Fernández |     |     |
| LB            | 12 | Sergi Barjuán      |     |     |
| CM            | 5  | Gheorghe Popescu   |     | 46e |
| CM            | 4  | Pep Guardiola      |     |     |
| RW            | 7  | Luís Figo          |     |     |
| LW            | 21 | Luis Enrique       |     | 89e |
| AM            | 23 | Iván de la Peña    | 83e | 85e |
| CF            | 9  | Ronaldo            |     |     |
| Remplaçants : |    |                    |     |     |
| GK            | 13 | Carles Busquets    |     |     |
| MF            | 10 | Giovanni           |     |     |
| MF            | 18 | Guillermo Amor     |     | 46e |
| FW            | 8  | Hristo Stoichkov   |     | 85e |
| FW            | 19 | Juan Antonio Pizzi |     | 89e |
| Entraîneur :  |    |                    |     |     |
| Bobby Robson  |    |                    |     |     |

| GK            | 1  | Bernard Lama      |     |     |
| SW            | 6  | Paul Le Guen      | 51e |     |
| RB            | 13 | Laurent Fournier  | 1e  | 58e |
| CB            | 4  | Bruno N'Gotty     |     |     |
| LB            | 22 | Didier Domi       |     |     |
| RM            | 19 | Jérôme Leroy      |     |     |
| CM            | 8  | Vincent Guérin    |     | 68e |
| LM            | 15 | Benoît Cauet      | 82e |     |
| AM            | 10 | Raí               |     |     |
| CF            | 11 | Patrice Loko      |     | 78e |
| CF            | 7  | Leonardo          |     |     |
| Remplaçants : |    |                   |     |     |
| GK            | 16 | Vincent Fernandez |     |     |
| DF            | 2  | Daniel Kenedy     |     |     |
| DF            | 17 | Jimmy Algerino    |     | 58e |
| FW            | 9  | Julio Dely Valdés |     | 68e |
| FW            | 26 | Cyrille Pouget    |     | 78e |
| Entraîneur :  |    |                   |     |     |
| Ricardo Gomes |    |                   |     |     |